# Фьюмара
Фьюмара (итал. Fiumara) — коммуна в Италии, расположена в области Калабрия, подчинена административному центру метропольный город Реджо-ди-Калабрия.
Население составляет 1135 человек (2008 г.), плотность населения составляет 189 чел./км². Занимает площадь 6 км². Почтовый индекс — 89050. Телефонный код — 0965.
Покровительницей коммуны почитается Пресвятая Богородица (Immacolata Concezione), празднование 8 декабря.

## Демография
Динамика населения:

## Администрация коммуны
- Официальный сайт: http://www.comune.fiumara.rc.it/